# Allandale (Falkirk)
Pour l’article homonyme, voir Allandale.
Allandale est un village dans le Falkirk, en Écosse.